# ماتسوئو باشو
ماتسوئو باشو (به ژاپنی: 松尾 芭蕉) بزرگ‌ترین و نام‌آورترین شاعر هایکوسرای ژاپنی محسوب می‌شود.

## زندگی
او در یک خانواده سامورایی در ۱۶۴۴ (میلادی) به دنیا آمد. نام کودکی اش کین ساکو (金作) بود.
دربارهٔ زمان قبل از هایکونویس شدنش اطلاعات زیادی در دست نیست؛ ولی تا سن ۴۱ سالگی بیشتر به سرودن اشعار هزل‌آمیز گرایش داشت. سال‌های زیادی از عمرش در سفر بود؛ و از معابد و طبیعت زیبایی ژاپن دیدن می‌کرد و در مورد آن‌ها هایکو و نثر می‌نوشت. در دهه آخر عمرش که مکتب باشو را در هایکو بنیان نهاد و شاگردان متعددی تربیت کرد.
پیش از باشو کار هایکو سرایان بازی با کلمات بود و همین امر باشو را بر آن داشت که در اعتلای هایکو بکوشد. باشو هایکو را ابداع نکرد بلکه هایکو را یک سبک جدی و پر آوازه ساخت و هایکو با نام باشو گره خورده‌است.
او نام مستعارش را از درخت موز گرفت. باشو (芭蕉, bashō) در زبان ژاپنی به معنای درخت موز است.

## مرگ

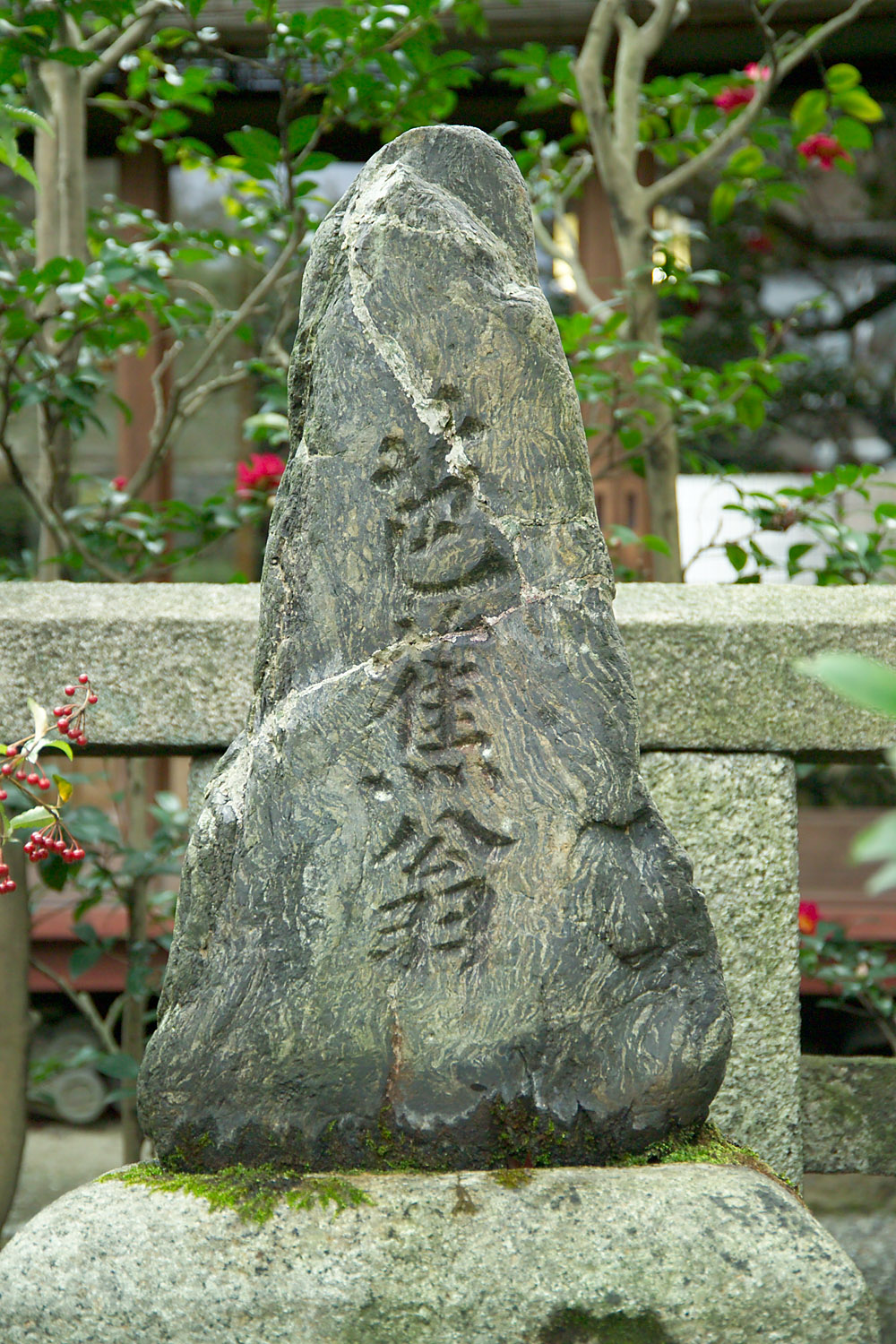
قبر ماتسوئو باشو

او در ۲۸ نوامبر ۱۶۹۴ (میلادی) درگذشت.

## نمونه شعر
معروفترین شعر باشو، هایکو برکه کهن است که سرآغاز حرکت انقلابی او در فرم هایکو بود:
古池 / 蛙飛び込む / 水の音
- برکه کهن، آه ! / جهیدن غوکی / آوای آب.

- شاخی خشک

کلاغی بر آن نشسته،
این شام گاهِ خزانی.
- آبشاری زلال.

مخروط های کاج فرو می افتد
در موج های کوچک.
- سکوت!

ژیغ ژیغِ زنجره
در سنگ ها نفوذ می کند
- در طول راه کوهستان

قلبم را می رباید
بنفشه ای وحشی.
- گل های ماه سفیدند

در شب، در بیرون
شمعی در دستم
- حصیری در کشتزار پهن کردم

نشستم و چشم دوختم 
به شکوفه های آلو